# Communauté de communes du canton d'Étrépagny
La communauté de communes du canton d'Étrépagny est une ancienne communauté de communes française, située dans le département de l'Eure et dans la région Normandie.

## Histoire
La communauté de communes a été créée fin 1996 et succédait à un SIVOM.
Elle disparaît en fusionnant avec la communauté de communes Gisors-Epte-Lévrière pour former, le 1er janvier 2017 la communauté de communes du Vexin Normand

## Composition
Elle regroupait 20 communes :
| Commune                    | Population 2007 | Code postal | Code INSEE |
| -------------------------- | --------------- | ----------- | ---------- |
| Chauvincourt-Provemont     | 329             | 27150       | 27153      |
| Coudray                    | 225             | 27150       | 27176      |
| Doudeauville-en-Vexin      | 297             | 27150       | 27204      |
| Étrépagny                  | 3 760           | 27150       | 27226      |
| Farceaux                   | 284             | 27150       | 27232      |
| Gamaches-en-Vexin          | 318             | 27150       | 27276      |
| Hacqueville                | 460             | 27150       | 27310      |
| Heudicourt                 | 609             | 27860       | 27333      |
| Longchamps                 | 554             | 27150       | 27372      |
| Morgny                     | 528             | 27150       | 27417      |
| Mouflaines                 | 147             | 27420       | 27420      |
| La Neuve-Grange            | 299             | 27150       | 27430      |
| Nojeon-en-Vexin            | 319             | 27150       | 27437      |
| Puchay                     | 541             | 27150       | 27480      |
| Richeville                 | 280             | 27420       | 27490      |
| Sainte-Marie-de-Vatimesnil | 246             | 27150       | 27567      |
| Saussay-la-Campagne        | 426             | 27150       | 27617      |
| Le Thil                    | 394             | 27150       | 27632      |
| Les Thilliers-en-Vexin     | 467             | 27420       | 27633      |
| Villers-en-Vexin           | 276             | 27420       | 27690      |

## Administration

### Liste des présidents
| Période | Période       | Identité        | Étiquette | Qualité |
| ------- | ------------- | --------------- | --------- | --- |
| 1997    | 2008          | Pierre Beaufils | UMP       | Retraité Maire d' Étrépagny (1983 → ) Conseiller général d'Étrépagny (1998 → 2015)                                                                     |
| 2008    | décembre 2016 | Perrine Forzy   | UDI       | Maire de Gamaches-en-Vexin (1995 → ) Présidente de la communauté de communes du Vexin Normand (2017 → ) Conseillère départementale de Gisors (2015 → ) |